# ドナ・ガイ
ドナ・ガイ（Donna Guy、1961年11月1日 - ）はニュージーランド・ロトルア出身の柔道選手。階級は61kg級。

## 人物
1979年のオセアニア選手権56kg級で3位になった。その後階級を61kg級に上げると、1983年のオセアニア選手権で優勝した。1985年のオセアニア選手権では61kg級で優勝すると、無差別にも出場して2位になった。1986年の英連邦競技大会で2位に入ると、マーストリヒトで開催となった世界選手権では銅メダルを獲得した。このメダルは2015年現在もニュージーランドの選手が獲得した世界大会における唯一のメダルとなっている。1988年のソウルオリンピック(公開競技)では5位になった。1990年の英連邦競技大会では2位だった。2014年にはニュージーランド柔道の殿堂入りを果たした最初の人物となった。

## 主な戦績
56kg級での戦績
- 1979年 - オセアニア選手権　3位
- 1981年 - 環太平洋柔道選手権大会　3位

61kg級での戦績
- 1983年 - オセアニア選手権　優勝
- 1985年 - オセアニア選手権　61kg級　優勝　無差別　2位
- 1985年 - 環太平洋柔道選手権大会　3位
- 1985年 - アメリカ国際　2位
- 1986年 - 英連邦競技大会　2位
- 1986年 - 世界選手権　3位
- 1988年 - ソウルオリンピック　5位
- 1990年 - 英連邦競技大会　2位